# اقتصاد برزیل

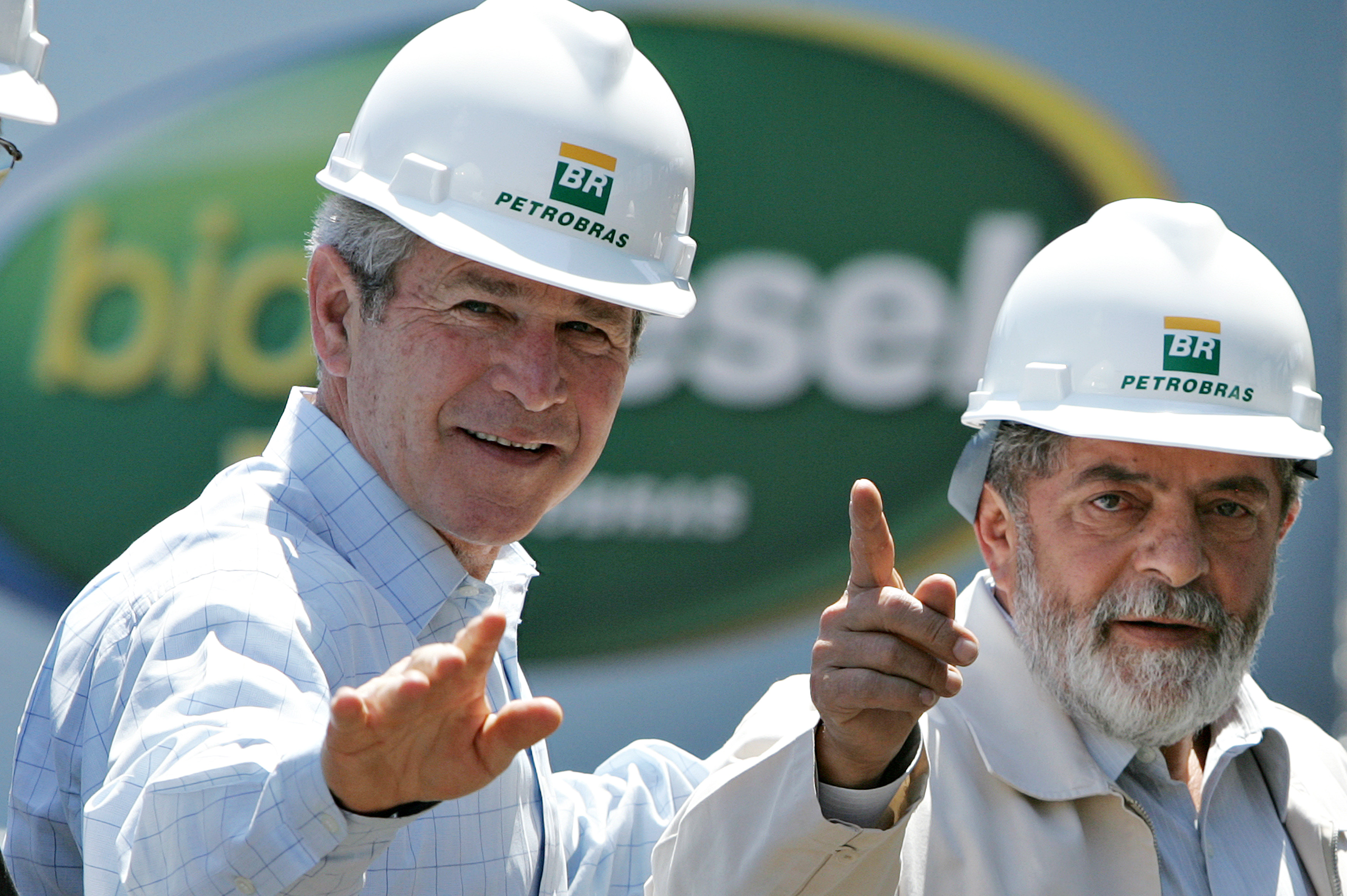
رئیس جمهور سابق برزیل(لولا داسیلوا) و رئیس جمهور سابق آمریکا(جرج بوش پسر) در بازدید از تأسیسات پتروبراس

اقتصاد برزیل که یکی از کشورهای آمریکای لاتین می‌باشد با در اختیار داشتن بخش‌های گسترده و توسعه‌یافته کشاورزی، معدن، تولید، خدمات و نیز نیروی کار، دارای تولید ناخالص داخلی (برابری قدرت خرید) بیش از بسیاری از دیگر کشورها است و این امر برزیل را تبدیل به قدرت اقتصادی در جهان کرده‌است. برزیل در حال گسترش حضور خود در بازارهای جهانی است. مهم‌ترین صادرات برزیل را هواپیمای دارای بال ثابت، قهوه، وسایط نقلیه، سویا، سنگ معدن آهن، آب پرتقال، فولاد، منسوجات، کفش، گوشت و تجهیزات برقی تشکیل داده‌است.
بر اساس گزارش صندوق بین‌المللی پول و بانک جهانی، برزیل نهمین اقتصاد بزرگ جهان از نظر برابری قدرت خرید و یازدهمین قدرت اقتصادی جهان از نظر نرخ دادوستد بازار است. برزیل دارای اقتصاد متنوع درآمد متوسط است و نیز دارای تنوع از نظر سطح توسعه‌است. بیشتر بخش صنعتی این کشور در بخش‌های جنوب و جنوب شرقی این کشور تجمع یافته‌است. منطقه شمال شرقی فقیرترین منطقه برزیل است.
صنایع برزیل که یک سوم تولید ناخالص داخلی این کشور را به خود اختصاص داده‌است، از صنایع خودروسازی تا صنایع فولاد، پتروشیمی، رایانه، هواپیما، و نیز کالاهای مصرفی بادوام را شامل می‌شود. با توجه به افزایش ثبات اقتصادی که ماحصل اجرای طرح رئال است، بخش‌های تجاری برزیل سرمایه‌گذاری گسترده‌ای در تجهیزات و فناوری جدید کرده‌اند. پتروبراس بزرگترین شرکت نفتی برزیل است.
برزیل دارای صنعت گسترده و پیچیدهٔ خدمات نیز هست. در اوایل دهه ۱۹۹۰، بخش بانکداری ۱۶ درصد از تولید ناخالص داخلی برزیل را به خود اختصاص داد. صنایع خدمات مالی برزیل گرچه با تحول عمده‌ای روبرو شده‌است، اما این صنعت محصولات متنوعی در اختیار واحدهای بازرگانی محلی قرار داده و در حال جذب شرکت‌های جدید بسیاری از جمله شرکت‌های مالی ایالات متحده آمریکاست.